# Reza
Reza oder Resa (persisch), auch Ridha (arabisch رضا, DMG Riḍā; persisch Reżā), ist ein männlicher Vorname in vorderasiatischen Ländern, vor allem in solchen mit mehrheitlich muslimischer Bevölkerung wie Iran oder Aserbaidschan. Er kommt auch als Nachname vor. Der Name ist arabischer Herkunft und bedeutet ursprünglich so viel wie „Zufriedenheit“.
Davon unabhängig ist Reza die Kurzform des tschechischen Namens Tereza.

## Namensträger

### Herrscher
- Reza Schah Pahlavi (1878–1944), Schah von Persien und Gründer der iranischen Pahlavi-Dynastie
- Mohammad Reza Pahlavi (1919–1980), der zweite Schah der Pahlavi-Dynastie und der letzte Schah des Iran

### Vorname
- Ali ibn Musa ar-Rida/Reza (gestorben 818), der achte Imam der Zwölferschiiten
- Reza Abbasi (1565–1635), persischer Maler und Kalligraph
- Reza Ahadi (1962–2016), iranischer Fußballspieler und -trainer
- Reza Asghari (* 1961), iranisch-deutscher Wirtschaftswissenschaftler und Politiker (CDU)
- Reza Chandan, Ehemann von Nasrin Sotudeh
- Reza Deghati (* 1952), iranisch-französischer Fotojournalist
- Reza Ghoochannejhad (* 1987), iranisch-niederländischer Fußballspieler
- Mohammad Reza Mortazavi (* 1978), deutsch-iranischer Trommelvirtuose
- Reza Sokhandan (* 1974), iranischer Fußballschiedsrichterassistent

### Familienname
- Fazlollah Reza, iranischer Hochschullehrer
- Kévin Réza (* 1988), französischer Radrennfahrer
- Sumon Reza (* 1995), bangladeschischer Fußballspieler
- Yasmina Reza (* 1959), iranisch-französische Dramatikerin